# فرگشت گرگ

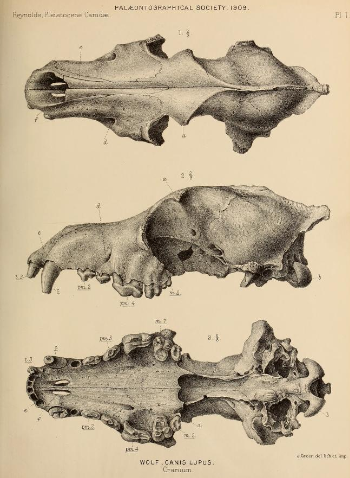
تصویر جمجمهٔ یک گرگ دورهٔ پلیستوسن که در غار کنتز، تورکی، انگلستان یافت شده است.

به‌طور گسترده پذیرفته شده‌ است که تبار تکاملی گرگ خاکستری به حدود ۲ میلیون سال پیش در دورهٔ پلیستوسن آغازین و گونهٔ کنیس اتروکوس بازمی‌گردد، و پس از آن به گونهٔ کنیس موسباچنسیس در پلیستوسن میانی می‌رسد.
گرگ خاکستری گونه‌ای بسیار سازگارپذیر است که در زیست‌بوم‌های گوناگون زندگی می‌کند و پراکندگی وسیعی در سراسر ناحیهٔ هولارکتیک دارد.
مطالعات روی گرگ‌های خاکستری امروزی نشان داده‌اند که جمعیت‌های فرعی متمایزی وجود دارند که در نزدیکی یکدیگر زندگی می‌کنند.
این تنوع در جمعیت‌های فرعی به‌طور مستقیم با تفاوت‌های زیست‌محیطی همچون بارندگی، دما، پوشش گیاهی و تخصص در شکار طعمه مرتبط است، که بر انعطاف‌پذیری جمجمه و دندان‌ها تأثیر می‌گذارد.
قدیمی‌ترین نمونه‌های گرگ خاکستری امروزی به حدود ۴۰۰۰۰۰ سال پیش،  یا احتمالاً زودتر، تا ۱ میلیون سال پیش،  برمی‌گردند. بیشتر گرگ‌های امروزی، بخش عمده‌ی اجداد مشترک خود را که در ۲۵ تا ۲۳۰۰۰ سال گذشته رخ داده، از جمعیت‌های اولیه‌ی گرگ‌های سیبری به اشتراک می‌گذارند. در حالی که برخی منابع اظهار داشته‌اند که این نتیجه‌ی یک تنگنای جمعیتی است، برخی دیگر معتقدند که این یک پیامد طبیعی جریان ژن است که ژنوم گرگ‌ها را در سراسر محدوده‌ی پراکندگی‌شان همگن می‌کند. 

## آثار
- Wang, Xiaoming; Tedford, Richard H. (2008). Dogs: Their Fossil Relatives and Evolutionary History. Columbia University Press, New York. pp. 1–232. ISBN 978-0-231-13529-0. OCLC 502410693.

الگو:Canidae extinct nav
1. ↑  Cherin, Marco; Bertè, Davide F.; Rook, Lorenzo; Sardella, Raffaele (March 2014). "Re-Defining Canis etruscus (Canidae, Mammalia): A New Look into the Evolutionary History of Early Pleistocene Dogs Resulting from the Outstanding Fossil Record from Pantalla (Italy)". Journal of Mammalian Evolution (به انگلیسی). 21 (1): 95–110. doi:10.1007/s10914-013-9227-4. ISSN 1064-7554.
2. ↑  Bartolini Lucenti, Saverio; Bukhsianidze, Maia; Martínez-Navarro, Bienvenido; Lordkipanidze, David (2020-05-15). "The Wolf From Dmanisi and Augmented Reality: Review, Implications, and Opportunities". Frontiers in Earth Science. 8: 131. Bibcode:2020FrEaS...8..131B. doi:10.3389/feart.2020.00131. hdl:2158/1205943. ISSN 2296-6463.
3. ↑  Iurino, Dawid A.; Mecozzi, Beniamino; Iannucci, Alessio; Moscarella, Alfio; Strani, Flavia; Bona, Fabio; Gaeta, Mario; Sardella, Raffaele (2022-02-25). "A Middle Pleistocene wolf from central Italy provides insights on the first occurrence of Canis lupus in Europe". Scientific Reports (به انگلیسی). 12 (1): 2882. doi:10.1038/s41598-022-06812-5. ISSN 2045-2322. PMC 8881584.
4. ↑  Bergström, Anders; Stanton, David W. G.; Taron, Ulrike H.; Frantz, Laurent; Sinding, Mikkel-Holger S.; Ersmark, Erik; Pfrengle, Saskia; Cassatt-Johnstone, Molly; Lebrasseur, Ophélie (2022-07-14). "Grey wolf genomic history reveals a dual ancestry of dogs". Nature (به انگلیسی). 607 (7918): 313–320. doi:10.1038/s41586-022-04824-9. ISSN 0028-0836. PMC 9279150. PMID 35768506.